# Militärische und Luftfahrt-Bestimmungen des Staatsvertrages von Wien 1955
Teil II ("Militärische und Luftfahrt-Bestimmungen") des Staatsvertrages von Wien 1955 enthält vor allem:
Artikel 13. Verbot von Spezialwaffen
- "1. Österreich soll weder besitzen noch herstellen noch zu Versuchen verwenden
  - a) irgendeine Atomwaffe, 
  - b) irgendeine andere schwere Waffe, die jetzt oder in der Zukunft als Mittel für Massenvernichtung verwendbar gemacht werden kann und als solche durch das zuständige Organ der Vereinten Nationen bezeichnet worden ist, 
  - c) irgendeine Art von selbstgetriebenen oder gelenkten Geschossen, Torpedos sowie Apparaten, die für deren Abschuß und Kontrolle dienen, 
  - d) Seeminen, 
  - e) Torpedos, die bemannt werden können, 
  - f) Unterseeboote oder andere Unterwasserfahrzeuge, 
  - g) Motor-Torpedoboote, 
  - h) spezialisierte Typen von Angriffs-Fahrzeugen, 
  - i) Geschütze mit einer Reichweite von mehr als 30 km, 
  - j) erstickende, ätzende oder giftige Stoffe oder biologische Substanzen in größeren Mengen oder anderen Typen als solchen, die für erlaubte zivile Zwecke benötigt werden, oder irgendwelche Apparate, die geeignet sind, solche Stoffe oder Substanzen für kriegerische Zwecke herzustellen, zu schleudern oder zu verbreiten.
- 2. Die Alliierten und Assoziierten Mächte behalten sich das Recht vor, zu diesem Artikel Verbote von irgendwelchen Waffen hinzuzufügen, die als Ergebnis wissenschaftlichen Fortschritts entwickelt werden könnten."

Anmerkung: durch Erklärung (im Jahr 1990) der Republik Österreich gegenüber den anderen Signatarmächten ist der Artikel 13 Z. 1 lit c) bis j) und Z. 2 für obsolet erklärt; infolge der Untätigkeit der Signatarmächte völkerrechtlich anerkannt; die Alliierten haben von ihrem Recht nach Z. 2 keinen Gebrauch gemacht. 